# 高空拋物罪
高空拋物罪是中華人民共和國的一個獨立刑事罪名，若有人从建筑物或者其他高空處抛掷物品，造成人身或財產傷害後果，將处一年以下有期徒刑並繳納罰款。
在高空拋物入刑之前，高空抛物致人损害大多為民事糾紛，而高空拋物案件也呈現逐年遞增趨勢。2018年至2020年，中華人民共和國各級法院判決的与高空抛物有关的案件分别为204、441和587件。2019年11月，最高人民法院发布《关于依法妥善审理高空抛物、坠物案件的意见》，规定故意高空抛物，即使未成严重后果但足以危害公共安全，依照以危险方法危害公共安全罪处罚。2020年12月26日，高空拋物罪被納入中华人民共和国刑法修正案（十一），2021年3月1日正式施行。在施行當天，江苏省常州市溧阳市人民法院判處首起中華人民共和國高空抛物罪案件，徐某某因高空抛物罪被判处有期徒刑6个月，并处罚金2000元。
2024年9月27日起，对无法确定高空抛物具体侵权人的，未采取必要安全保障措施的建筑物管理人先行担责。